# Campionati europei di ciclismo su pista 2019 - Velocità maschile
La velocità maschile ai Campionati europei di ciclismo su pista 2019 si è svolta il 17 e 18 ottobre 2019 presso il velodromo Omnisport di Apeldoorn, nei Paesi Bassi.

## Podio
| Pos.    | Atleta           | Nazionalità |
| ------- | ---------------- | ----------- |
| Oro     | Jeffrey Hoogland | Paesi Bassi |
| Argento | Harrie Lavreysen | Paesi Bassi |
| Bronzo  | Mateusz Rudyk    | Polonia     |

## Risultati

### Qualifiche
I migliori 8 tempi si qualificano direttamente agli ottavi di finale, i restanti atleti accedono ai sedicesimi di finale.
| Posizione | Atleta                 | Nazione       | Tempo  | Gap    | Note |
| --------- | ---------------------- | ------------- | ------ | ------ | ---- |
| 1         | Jeffrey Hoogland       | Paesi Bassi   | 9.474  |        | Q    |
| 2         | Harrie Lavreysen       | Paesi Bassi   | 9.510  | +0.036 | Q    |
| 3         | Mateusz Rudyk          | Polonia       | 9.677  | +0.203 | Q    |
| 4         | Denis Dmitriev         | Russia        | 9.704  | +0.23  | Q    |
| 5         | Pavel Yakushevskiy     | Russia        | 9.719  | +0.245 | Q    |
| 6         | Sebastien Vigier       | Francia       | 9.732  | +0.258 | Q    |
| 7         | Joseph Truman          | Gran Bretagna | 9.765  | +0.291 | Q    |
| 8         | Pavel Kelemen          | Rep. Ceca     | 9.805  | +0.331 | Q    |
| 9         | Rayan Helal            | Francia       | 9.865  | +0.391 | q    |
| 10        | Vasilijus Lendel       | Lituania      | 9.879  | +0.405 | q    |
| 11        | Jack Carlin            | Gran Bretagna | 9.888  | +0.414 | q    |
| 12        | Eric Engler            | Germania      | 9.938  | +0.464 | q    |
| 13        | Sandor Szalontay       | Ungheria      | 9.981  | +0.507 | q    |
| 14        | Juan Peralta Gascon    | Spagna        | 9.993  | +0.519 | q    |
| 15        | Martin Cechman         | Rep. Ceca     | 9.999  | +0.525 | q    |
| 16        | José Moreno Sánchez    | Spagna        | 10.035 | +0.561 | q    |
| 17        | Maximilian Dornbach    | Germania      | 10.040 | +0.566 | q    |
| 18        | Rafal Sarnecki         | Polonia       | 10.135 | +0.661 | q    |
| 19        | Norbert Szabo          | Romania       | 10.191 | +0.717 | q    |
| 20        | Francesco Ceci         | Italia        | 10.200 | +0.726 | q    |
| 21        | Svajunas Jonauskas     | Lituania      | 10.216 | +0.742 | q    |
| 22        | Artsiom Zaitsau        | Bielorussia   | 10.347 | +0.873 | q    |
| 23        | Dmytro Stovbetskyi     | Ucraina       | 10.535 | +1.061 | q    |
| 24        | Oleksandr Moshchonskyi | Ucraina       | 10.765 | +1.291 | q    |

### Sedicesimi di finale
I vincitori di ogni batteria si qualificano agli ottavi di finale
| Batteria | Posizione | Atleta                 | Nazione       | Tempo  | Note |
| -------- | --------- | ---------------------- | ------------- | ------ | ---- |
| 1        | 1         | Rayan Helal            | Francia       | 10.488 | Q    |
| 1        | 2         | Oleksandr Moshchonskyi | Ucraina       |        |      |
| 2        | 1         | Vasilijus Lendel       | Lituania      | 10.290 | Q    |
| 2        | 2         | Dmytro Stovbetskyi     | Ucraina       |        |      |
| 3        | 1         | Jack Carlin            | Gran Bretagna | 10.405 | Q    |
| 3        | 2         | Artsiom Zaitsau        | Bielorussia   |        |      |
| 4        | 1         | Svajunas Jonauskas     | Lituania      | 10.694 | Q    |
| 4        | 2         | Eric Engler            | Germania      |        |      |
| 5        | 1         | Sandor Szalontay       | Ungheria      | 10.548 | Q    |
| 5        | 2         | Francesco Ceci         | Italia        |        |      |
| 6        | 1         | Juan Peralta Gascon    | Spagna        | 10.591 | Q    |
| 6        | 2         | Norbert Szabo          | Romania       |        |      |
| 7        | 1         | Rafal Sarnecki         | Polonia       | 10.204 | Q    |
| 7        | 2         | Martin Cechman         | Rep. Ceca     |        |      |
| 8        | 1         | Maximilian Dornbach    | Germania      | 10.362 | Q    |
| 8        | 2         | José Moreno Sanchez    | Spagna        |        |      |

### Ottavi di finale
I vincitori di ogni batteria si qualificano ai quarti di finale
| Batteria | Posizione | Atleta              | Nazione       | Tempo  | Note |
| -------- | --------- | ------------------- | ------------- | ------ | ---- |
| 1        | 1         | Jeffrey Hoogland    | Paesi Bassi   | 10.530 | Q    |
| 1        | 2         | Maximilian Dornbach | Germania      |        |      |
| 2        | 1         | Harrie Lavreysen    | Paesi Bassi   | 10.107 | Q    |
| 2        | 2         | Rafal Sarnecki      | Polonia       |        |      |
| 3        | 1         | Mateusz Rudyk       | Polonia       | 9.936  | Q    |
| 3        | 2         | Juan Peralta Gascon | Spagna        |        |      |
| 4        | 1         | Denis Dmitriev      | Russia        | 10.475 | Q    |
| 4        | 2         | Sandor Szalontay    | Ungheria      |        |      |
| 5        | 1         | Pavel Yakushevskiy  | Russia        | 10.432 | Q    |
| 5        | 2         | Svajunas Jonauskas  | Lituania      |        |      |
| 6        | 1         | Jack Carlin         | Gran Bretagna | 10.203 | Q    |
| 6        | 2         | Sebastien Vigier    | Francia       |        |      |
| 7        | 1         | Joseph Truman       | Gran Bretagna | 10.399 | Q    |
| 7        | 2         | Vasilijus Lendel    | Lituania      |        |      |
| 8        | 1         | Rayan Helal         | Francia       | 10.306 | Q    |
| 8        | 2         | Pavel Kelemen       | Rep. Ceca     |        |      |

### Quarti di finale
I vincitori di ogni batteria si qualificano alle semifinali
| Batteria | Posizione | Atleta             | Nazione       | Gara 1 | Gara 2 | Gara 3 | Note |
| -------- | --------- | ------------------ | ------------- | ------ | ------ | ------ | ---- |
| 1        | 1         | Jeffrey Hoogland   | Paesi Bassi   | 10.031 |        | 9.844  | Q    |
| 1        | 2         | Rayan Helal        | Francia       |        | 10.130 |        |      |
| 2        | 1         | Harrie Lavreysen   | Paesi Bassi   | 10.044 | 9.913  |        | Q    |
| 2        | 2         | Joseph Truman      | Gran Bretagna |        |        |        |      |
| 3        | 1         | Mateusz Rudyk      | Polonia       | 10.192 | 9.904  |        | Q    |
| 3        | 2         | Jack Carlin        | Gran Bretagna |        |        |        |      |
| 4        | 1         | Denis Dmitriev     | Russia        | 10.955 | 10.260 |        | Q    |
| 4        | 2         | Pavel Yakushevskiy | Russia        |        |        |        |      |

### Semifinali
I vincitori di ogni batteria si qualificano alla finale per l'oro, i perdenti si qualificano alla finale per il bronzo
| Batteria | Posizione | Atleta           | Nazione     | Gara 1 | Gara 2 | Gara 3 | Note |
| -------- | --------- | ---------------- | ----------- | ------ | ------ | ------ | ---- |
| 1        | 1         | Jeffrey Hoogland | Paesi Bassi | X      | 9.847  |        | Q    |
| 1        | 2         | Denis Dmitriev   | Russia      |        |        |        | q    |
| 2        | 1         | Harrie Lavreysen | Paesi Bassi | 9.788  | 9.728  |        | Q    |
| 2        | 2         | Mateusz Rudyk    | Polonia     |        |        |        | q    |

### Finali
| Posizione            | Atleta           | Nazione     | Gara 1 | Gara 2 | Gara 3 |
| -------------------- | ---------------- | ----------- | ------ | ------ | ------ |
| Finale per l'oro     |                  |             |        |        |        |
| 1                    | Jeffrey Hoogland | Paesi Bassi | 9.683  | 9.702  |        |
| 2                    | Harrie Lavreysen | Paesi Bassi |        |        |        |
| Finale per il bronzo |                  |             |        |        |        |
| 3                    | Mateusz Rudyk    | Polonia     | 10.073 |        | 10.018 |
| 4                    | Denis Dmitriev   | Russia      |        | 10.009 |        |